# Diecéze kaišiadoryská
Diecéze kaišiadoryská se nachází v Litvě a je římskokatolickou diecézí, sídlí ve městě Kaišiadorys.

## Historie a současnost

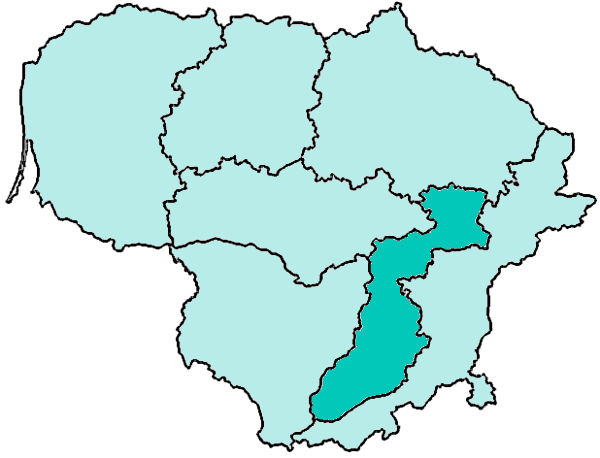
Mapa litevských diecézí - Kaišiadorys

Tato diecéze byla založena dne 4. dubna 1926 vyčleněním z arcidiecéze vilniuské. Jejím prvním biskupem se stal Juozapas Kukta. Jejím hlavním chrámem je katedrála Proměnění Páně. Patří do Vilniuské církevní provincie.
K roku 2011 měla diecéze 140 000 věřících, 60 kněží, 22 řeholnic, 68 farností.

## Seznam biskupů a administrátorů
- Juozapas Kukta (1926–1942)
- bl. Teofilius Matulionis (1943–1962) od roku 1962 zvolen arcibiskupem ad personam
- Vincentas Sladkevičius, M.I.C. – apoštolský administrátor (1982–1989) poté kardinál
- Juozas Matulaitis-Labukas - apoštolský administrátor (1989–1991) poté biskup
- Juozas Matulaitis-Labukas (1991–2012)
- Jonas Ivanauskas (od 2012)

Pomocní biskupové
- Vincentas Sladkevičius, M.I.C.